# Davidoff Swiss Indoors 2009
Davidoff Swiss Indoors 2009 — тенісний турнір, що проходив на кортах з твердим покриттям у місті Базель, Швейцарія з 2 листопада . Належав до категорії ATP World Tour 500, був турніром серії Swiss Indoors 2009 року.

## Фінальна частина

### Одиночний розряд
Новак Джокович —  Роджер Федерер 6–4, 4–6, 6–2

### Парний розряд
Деніел Нестор /  Ненад Зімоньїч —  Боб Браян /  Майк Браян 6–2, 6–3